# نور محمد كندي وسطي
نور محمد كندي وسطي هي قرية في مقاطعة بارس أباد، إيران. يقدر عدد سكانها بـ 307 نسمة بحسب إحصاء 2016.